# 通信
通信（つうしん、英: telecommunication テレコミュニケーション）とは、直接やり取りできる距離を越えた遠隔地間のコミュニケーションのこと。
『日本大百科全書』においては、「人間が自然にもっている発声能力や聴覚、身ぶりなどを認識する視覚などによって直接に情報を伝えうる距離的な限界を超え、なんらかの道具や媒体を使用して意志、情報、感情などの交換を行う知的な活動。」と説明している。
手紙、電信、電話、ラジオ放送、テレビ放送、インターネットまでさまざまなものがある。
語源
- telecommunication ＝ tele（離れた） + communication（コミュニケーション）
- 漢字の「信」は、「しるし」「合図」「手紙」などの意味。「通信」で「合図をかよわせる」「手紙を交わす」などという意味になる。

## 種類、分類
電気を用いた通信は 無線通信 ・ 有線通信に分類できる。
受信者の数に着目し、 1対1 か 1対多に分類することもでき、特に不特定多数を相手にする場合はマスコミュニケーションと言う。

## 歴史

### 先史時代

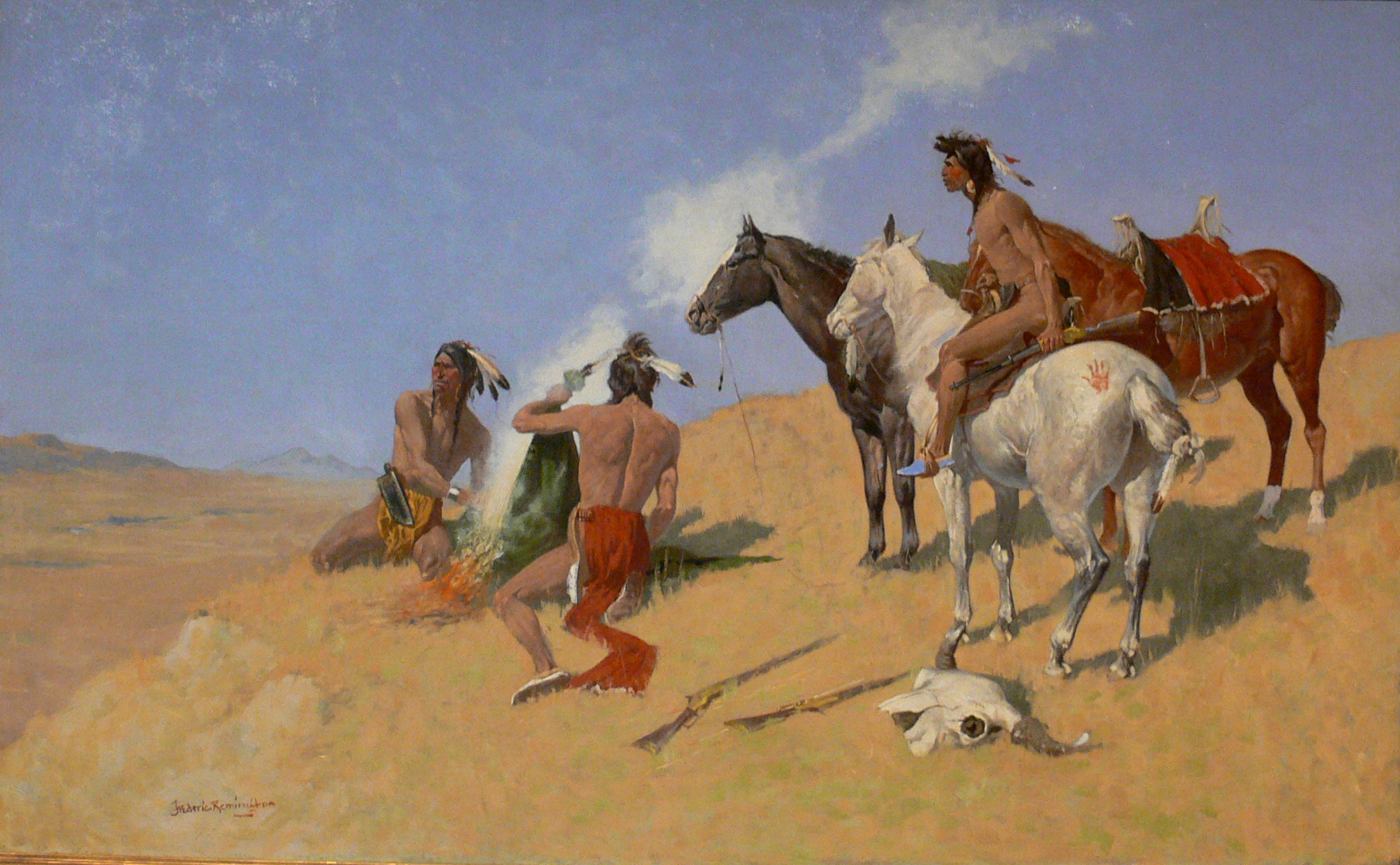
先史時代から使われていた狼煙という通信方法。この絵はのろしで通信するアメリカの先住民。

狼煙による通信は、先史時代から使用されてきたものである。アメリカの先住民が近・現代にいたるまで使っている。

### 古代

#### 火の目視のリレー
トロイア戦争でギリシア軍が勝利した時、戦地のギリシア人は火を燃やすことで「戦勝のしるし」を伝え、そのしるしをリレーして故郷の仲間に知らせた、とされている。

#### 大声のリレー
ペルシアの王キュロス2世（在位　紀元前559年～529年）は、その首都から放射状に塔の列を設置し、それぞれの上に兵士を配置し塔から塔へと大声で伝える方式で、メッセージを遠隔地に伝えるシステムを構築した。アレクサンドロス大王（紀元前356年 - 紀元前323年）は、同様の塔を配置しそこに巨大なメガホンを設置し兵士の声を19kmほど先まで届かせたという。

#### アフリカのドラムを用いた通信

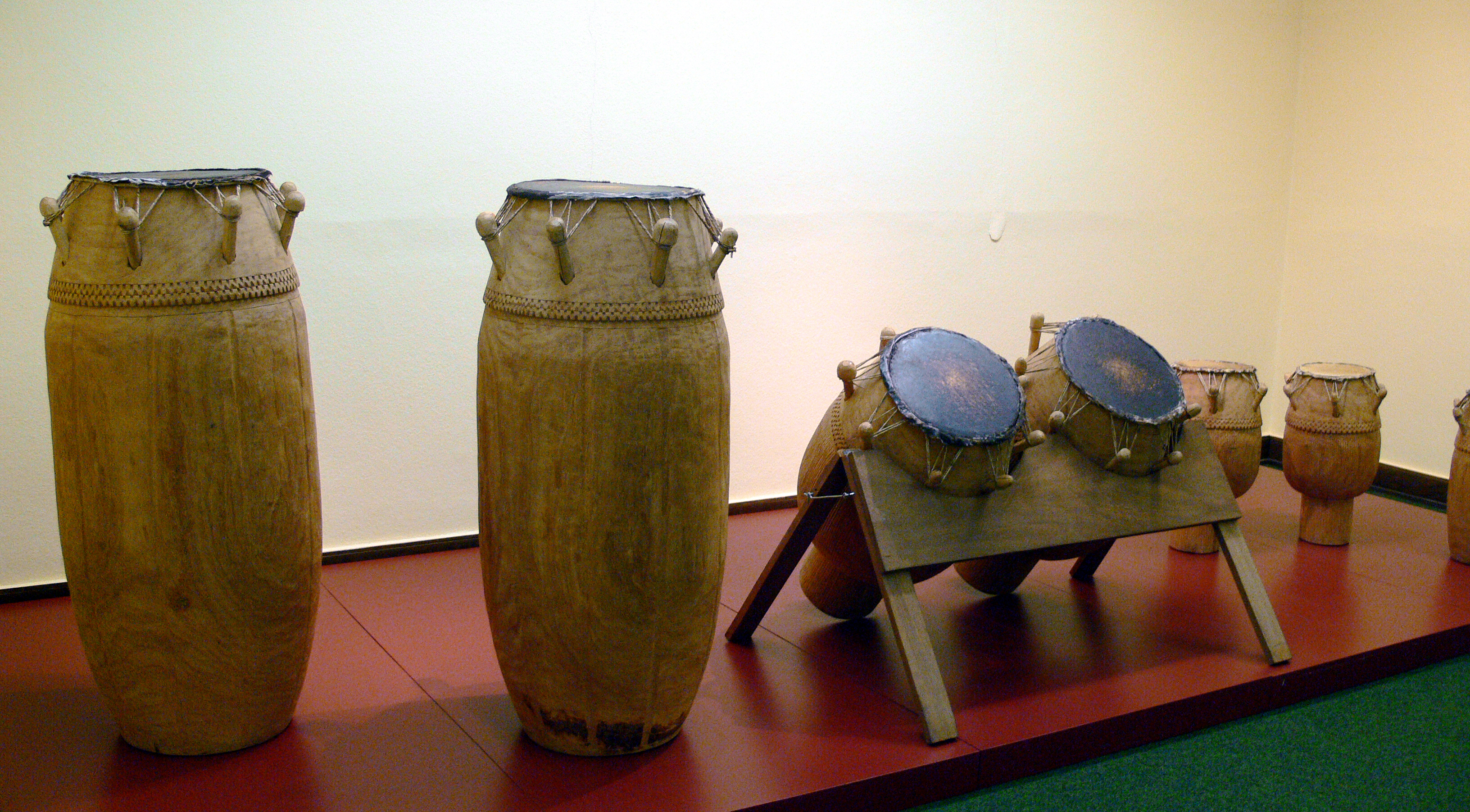
アシャンティ人が通信に使うドラム

ガーナのアシャンティ人は、2000年以上昔からドラム（太鼓）による通信方法を継承し、今日でも使用できるといわれる。このドラム通信はフォントムフロム(fontomfrom)、英語では「トーキングドラム(talking drum)」（喋る太鼓）と呼ばれ、アシャンティ人はdrum language(ドラム言語)を用いてかなり細かな内容、具体的な内容も伝えることができる。ドラムの大音量のおかげで離れた場所まで伝えることができ、メッセージを多人数でリレーして300km以上先まで電信並みのすばやさで伝えることができる。このおかげでアシャンティ人は「アシャンティ帝国（英: Ashanti Empire)」と呼ばれる広大な国を築いた。西アフリカにはアシャンティ人以外にもドラム言語を操る民族・部族がいくつもいる。

#### 手紙の登場
文字が発明されてからの通信の多くは手紙の形式で行われるようになった。文字を持たなかったインカ帝国では紐の結び目（キープ）を用いた表現が高度化しそれで手紙が書かれた。
メソポタミアの粘土板の手紙
紀元前3000年以前に楔形文字が書かれるようになっており、粘土板での手紙のやり取りが広くなされるようになっていた。粘土板に書かれたメッセージは、さらに粘土の「封筒」で覆い封印し秘匿性を高めた。
- 粘土板に楔形文字で書かれた私的な手紙の一例（紀元前17世紀～紀元前16世紀ころのもの）.
- 粘土板に書かれた私的な手紙（書かれた内容から紀元前1632年ころのものと推定されている）
- パピルスにヒエラティック（神官文字）で書かれた手紙（古代エジプト第18王朝、紀元前1479年～1458年のもの）
- パピルスに古代ギリシア語で書かれた手紙（紀元前3世紀ころのもの）
- 秦朝（紀元前221年～206年)時代の、竹簡に書かれた手紙

インカ帝国の通信システム

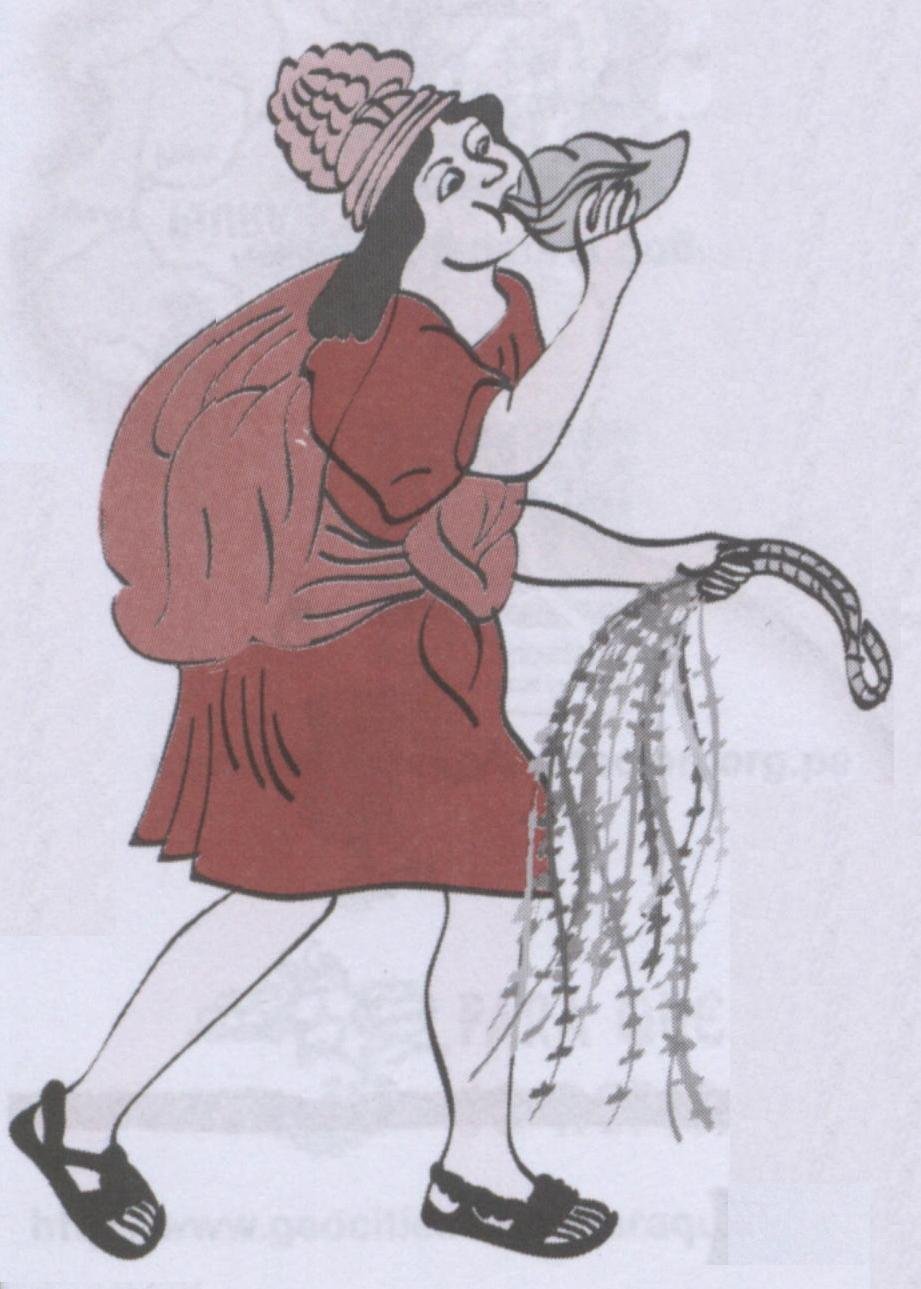
インカ帝国の公設飛脚チャスキ。左手に持っているのがキープ。

南北およそ5,000kmにも達したインカ帝国の領域内には全長5万kmにおよぶインカ道が整備され、情報を迅速に首都のクスコに届けるためのシステムとして、この道に5kmの間隔で駅が設けられ、「チャスキ」と呼ばれる公設の飛脚が各駅に常時2名駐在していた。文字を持たないインカ帝国では「キープ」と呼ばれる紐の束が情報の表現に使われ、これをとリレーして情報を伝え、その速度は時速20kmほどとも言われている。

#### 「早馬」や「飛脚」の利用、駅伝制、伝書鳩
手紙は狼煙などに比べると、内容の正確性や詳細性では優れるが、速度はかなり劣る。どうしても早く届ける場合には、飛脚や早馬が用いられた。
広大な地域を支配する中央集権国家が成立すると、その支配体制を維持するために中央と地方とを常時連絡する手段が必要となった。
紀元前5世紀には、アケメネス朝ペルシアのダレイオス1世によって、王の道（おうのみち、英語: Persian Royal Road）が構築された。
1150年にはバグダッドで伝書鳩が使われはじめた。だが目的地にたどり着かないことも多く、確実性が低い通信方法だった。

### セマフォール

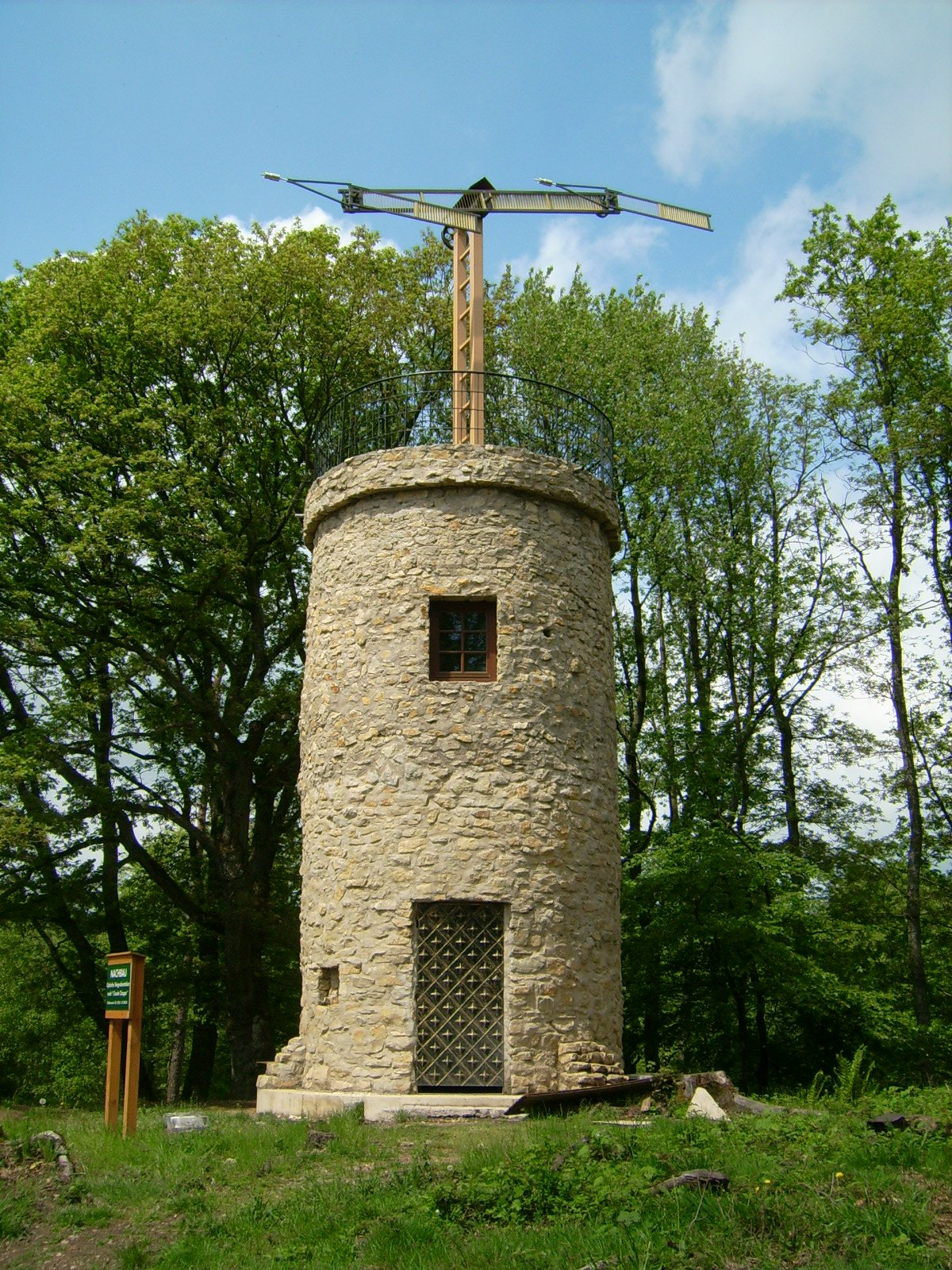
セマフォール通信の塔、および塔の上の「腕木」

1793年にフランスのクロード・シャップは、首都パリとリールの間の230kmに通信塔（fr:semaphore セマフォール）を約10km間隔で配列して腕木通信を行い、すみやかにメッセージを送ることを可能にした。これは塔の上に形を変えられるようにした大きな腕木を設置し、この形の変化を望遠鏡で観測して文字や記号などとして読み取り、塔から塔へと中継していく仕組みである。このセマフォールがうまく機能し、各地の戦況が素早くパリの政権に伝えられたことで、フランス革命政府は通信システムの重要性を認識し、1795年にはフランス国内が556のセマフォールによる総延長4800kmのネットワークで網羅された。このセマフォール通信は当時としては非常にすぐれており、アメリカやイギリスなどでも採用された。セマフォール通信は、船舶、海運の世界では今日でも使われている。信号旗をマストの張り出しの異なる位置に掲げることで他船に信号を送る。また船舶間では手旗信号による通信も行われている。
- 信号旗を用いた通信の例。離れていても望遠鏡でこの船の信号旗を観測することで「英国は各員がその義務を尽くすことを期待する」というメッセージを伝えていることが理解できる。トラファルガーの海戦での通信。
- アルファベットを送る場合の信号旗
- 手旗信号でのアルファベットの一覧
- 手旗信号が実際に送られる時の雰囲気や速さが分かるgif動画

### 電気通信の登場
1787年、スペインのアグスティン・デ・ベタンクルはマドリードとアランフエス間で電信を送るための実験を行った。1798年にはバルセロナのフランシスコ・サルバ（1751―1828）がマドリード―アランフエス間の42kmを1本の電線で結ぶ実験に成功。1816年にはイギリスの通信技術者フランシス・ロナルズがロンドン郊外クイーンスクエアーの自宅の庭で実験を積み重ね、新しい方式を発明した。これは、アルファベットを書いた回転ダイヤルを送・受信双方に設け同期して回転させ、送信側において希望の文字が目前にきたときに放電させ、受信側では木の髄でつくった小球が弾かれて送信したい文字を示すもので、これはイギリス海軍に採用された。
1809年にサミュエル・トーマス・ゼンメリンクが『ミュンヘン・アカデミー・オブ・サイエンス』誌（Munich Academy of Science）で電気化学的通信のアイディアについて述べ、それを読んだシリング男爵Baron Pavel L'vovitch Schilling（1780―1837）がそれを実現しようと実験に没頭し、それをロシア皇帝から認められサンクトペテルブルクとペテルホーフ宮殿の間に電気通信設備を設けるよう命じられたが不幸にもまもなく没してしまった。一方で、1833年ゲッティンゲン大学教授のカール・フリードリヒ・ガウスとヴィルヘルム・ヴェーバーが最初の電磁検流針電信装置を実用化し、1km離れた研究施設の間で通信を行った。これは4つの基本的なシグナルの単位で動作するものであった。

### コンピュータ通信の登場
1950年代からコンピュータネットワークを用いた通信が行われるようになり、1990年代からはインターネットを用いた通信が盛んになっている。
- 現代のパラボラアンテナと通信衛星を用いた通信
- 現代のインターネット網を視覚化したもの

## 会計用語、経理用語
通信に掛かった費用、又は簿記で通信を処理する勘定科目のこと。電話料金等は、銀行振替日か請求書の日付で継続的に計上する。
請求書の日付で計上する場合は、発生主義の観点から未払金とする。